# Karl Maria Henderichs
Karl Maria Henderichs (* 24. März 1848 in Bensberg; † 11. Februar 1933) war ein deutscher Reichsgerichtsrat.

## Leben

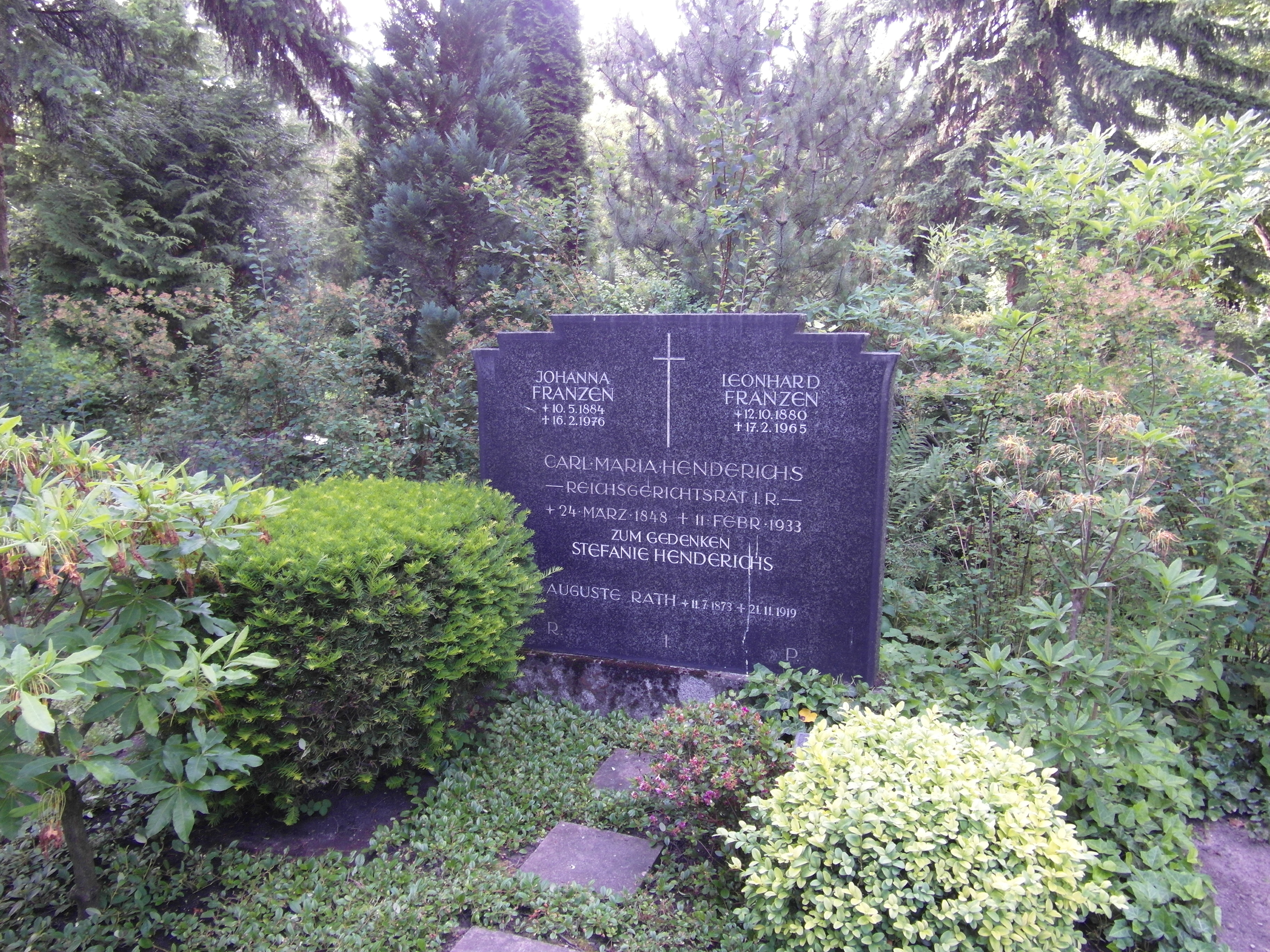
Grabstätte Karl Maria Henderichs auf dem Südfriedhof in Leipzig

Mitte September 1870 wurde er auf den preußischen Landesherrn vereidigt. 1875 ernannte man ihn  zum Friedensrichter und 1879 wurde er Amtsrichter. 1885 folgte die Ernennung zum Landrichter. 1889 wurde Henderichs zum Landgerichtsrat befördert und 1893 zum Oberlandesgerichtsrat. 1901 kam er an das Reichsgericht.  Er war im  II. Zivilsenat tätig. Er trat zum Februar 1919 in den Ruhestand. 

## Schriften
- Rezension zu Staub, Handelsgesetzbuch, 9. Auflage, Band I (DJZ 1912, Sp. 581), II (DJZ 1914, Sp. 109).

## Quelle
- Adolf Lobe: Fünfzig Jahre Reichsgericht am 1. Oktober 1929, Berlin 1929, S. 369.

## Belege
1. ↑  Deutsche Juristen-Zeitung, Jahrgang 6 (1901), S. 481.

| Personendaten    | Personendaten               |
| ---------------- | --------------------------- |
| NAME             | Henderichs, Karl Maria      |
| ALTERNATIVNAMEN  | Henderichs, Carl Maria      |
| KURZBESCHREIBUNG | deutscher Reichsgerichtsrat |
| GEBURTSDATUM     | 24. März 1848               |
| GEBURTSORT       | Bensberg                    |
| STERBEDATUM      | 11. Februar 1933            |